# سیارک ۲۶۷۴
سیارک ۲۶۷۴ (به انگلیسی: 2674 Pandarus، نامگذاری:1982BC3) دو هزار و ششصد و هفتاد و چهارمین سیارک کشف شده‌است که در ۲۷ ژانویه ۱۹۸۲ کشف شد.
قدر مطلق سیارک برابر ۹٫۰۰ است.